# ダンス・ライブ集団 clubC
ダンス・ライブ集団 clubC（ダンス・ライブしゅうだん clubC、2008年2月26日〜2013年秋解散）は、東京都武蔵野市の吉祥寺を拠点に活動する、女性6人組のプロダンサーである。clubCのメンバーは全員が学生時代の同期で、出身校は大阪芸術大学
現在は大石めぐみ組として不定期で作品を発表
大石めぐみ  12月12日 静岡県出身 振付・演出